# Dendronephthya gloriosa
Dendronephthya gloriosa is een zachte koraalsoort uit de familie Nephtheidae. De koraalsoort komt uit het geslacht Dendronephthya. Dendronephthya gloriosa werd in 1952 voor het eerst wetenschappelijk beschreven door Utinomi. 